# 陆家镇 (盘锦市)
陆家乡，是中华人民共和国辽宁省盘锦市双台子区下辖的一个乡镇级行政单位。

## 行政区划
陆家乡下辖以下地区：
友谊村、东洼村、任家村、陆家村、赵家村和新农村。